# 南京市梅山第二中学
南京市梅山第二中學是一所位于南京的中学。是因梅山铁矿所设立的中学，曾被上海市闸北区教育部門跨地管理，后被移交给南京市雨花台区教育局。

## 学校简史
- 1976年建校，前身为梅山矿业公司所属的一所初级中学
- 1982年升格为完全中学
- 2003年更名为上海梅山第二中学[1]
- 2008年移交给南京市雨花台区并更名为南京市梅山第二中学